# Mitglieder-Aufnahmesperre der NSDAP
Am 19. April 1933 führte die NSDAP eine Aufnahmesperre für Neumitglieder ein, um des Ansturms von Aufnahmeanträgen nach ihrer Machtergreifung am 30. Januar 1933 Herr zu werden. Diese Sperre wurde in den folgenden Jahren mehrfach gelockert und am 10. Mai 1939 vollständig aufgehoben.

## Geschichte
Sowohl die Machtergreifung der Nationalsozialisten zu Beginn des Jahres 1933, in der Sprache des Nationalsozialismus als „Machtübernahme“ oder „nationale Erhebung“ bezeichnet, als auch der Ablauf und Ausgang der Reichstagswahl vom 5. März 1933 führten in allen anderen Parteien Deutschlands zu Massenaustritten. Besonders betroffen waren die KPD und die SPD, aber auch die katholische Zentrumspartei und weitere Parteien des Mitte-Rechtsspektrums. In der Folgezeit stellten Hunderttausende Deutsche einen Aufnahmeantrag für die NSDAP. Die Zahl der Parteimitglieder stieg dadurch von 850.000 (Januar 1933) auf fast 2,5 Millionen (Januar 1935) an. Die zahlreichen neuen Mitglieder wurden spöttisch und abwertend als „Märzgefallene“ bezeichnet.
Die NSDAP-Führung selbst vermutete hinter der hohen Zahl von Neuanmeldungen, die auch die Verwaltung der Partei überforderte, Tausende von „Konjunkturrittern“ und politischen Gegenkräften. Anders als die Alten Kämpfer würden sie nicht aus nationalsozialistischer Überzeugung heraus Mitglied werden wollen, sondern zum persönlichen Vorteil oder mit dem Ziel der Sabotage.

### Verhängung der Aufnahmesperre
Um dem entgegenzutreten, reagierte die Parteiführung am 19. April 1933 auf den Mitgliederzulauf mit einer reichsweiten, zeitlich unbegrenzten Mitglieder-Aufnahmesperre, die in der Anordnung vom 19. April 1933 des Reichsschatzmeisters der NSDAP, Franz Xaver Schwarz, fixiert wurde und am 1. Mai 1933 in Kraft trat. Weiter hieß es zur Sperre im Verordnungsblatt der Reichsleitung der NSDAP vom 30. April 1933: „Nach diesem Zeitpunkt darf keine Dienststelle der Bewegung Neuanmeldungen mehr entgegennehmen. Die Gaue können bis längstens 15. Mai die vor dem 1. Mai bei den Dienststellen eingegangenen Neuanmeldungen der Reichsleitung vorlegen.“ Ausgenommen von der Aufnahmesperre waren „Angehörige der Hitler-Jugend, welche das 18. Lebensjahr vollenden, Angehörige der NSBO und alle jene, welche Dienste in der SA oder SS leisten.“ Ihnen wurde somit weiterhin der Eintritt in die NSDAP ermöglicht. Am 1. Mai 1933, dem „Tag der nationalen Arbeit“, war eine überdurchschnittlich hohe Anzahl von Parteieintritten zu verzeichnen, darunter von Carl Schmitt, Theodor Oberländer, Wilhelm von Opel, Fritz Thyssen, dem „Kronjuristen“ Ernst Rudolf Huber und Karl Gebhardt, dem Leibarzt Heinrich Himmlers.

### Lockerung
Die umfassende Aufnahmesperre erfuhr in der Folgezeit, neben den bestehenden Sonderregelungen, einige Lockerungen. So gestattete Reichsschatzmeister Schwarz 1937 mit der Anordnung 3/37 zunächst die Aufnahme der alten NSBO- und NS-Hago-Mitglieder (Nationalsozialistische Handels- und Gewerbeorganisation) in die NSDAP, um dann mit der Anordnung 18/37 vom 20. April 1937 all denjenigen den Beitritt in die NSDAP zu ermöglichen, die seit der Machtübernahme in den Gliederungen und angeschlossenen Verbänden der Partei als Nationalsozialisten tätig gewesen waren.
Mit diesen erweiterten Sonderregelungen zum Parteieintritt und der Einführung des sogenannten „Parteianwärters“ wuchsen nach 1937 die Mitgliederzahlen erheblich an, sodass die NSDAP im Jahr 1939 rund 5,3 Millionen Parteimitglieder führte. Parteianwärter hatten alle Pflichten, insbesondere die Beitrags- und Meldepflicht zu übernehmen, durften auch ab Januar 1938 das Parteiabzeichen tragen, doch hatten sie nur eine Anwartschaft auf Aufnahme in die Partei, bis ihnen von der Reichsleitung eine rote Mitgliedskarte zugestellt wurde.

### Vollständige Aufhebung
Nach der vollständigen Aufhebung der Mitgliederaufnahmesperre für das Altreich und den Gau Danzig mit der Anordnung 34/39 vom 10. Mai 1939, die rückwirkend zum 1. Mai 1939 in Kraft trat, erhöhte sich die Mitgliederzahl nochmals entscheidend. Nach abgeschlossener Durchführung der Anordnung 18/37 legte Adolf Hitler als ideales Ziel ein Verhältnis von 1:10 zwischen der Zahl der Parteigenossen und der Zahl deutscher Bürger fest. Die Einrichtung der Parteianwärterschaft wurde zugleich aufgehoben.
1945 belief sich die Zahl der vergebenen Mitgliedsnummern auf ca. 8,5 Millionen von etwa 66 Millionen Einwohnern (13 %).